# JH Engström
JH Engström né le 4 septembre 1969 à Karlstad, est un photographe suédois.

## Biographie
Il est diplômé de l'université de Göteborg. Il est lauréat du prix Oskar-Barnack en 2015.
Il a deux enfants avec son ancienne compagne, l'actrice Amanda Ooms.un enfant avec la photographe Margot Wallard

## Publications
- (sv) Härbärge, Stockholm, Bokförlaget DN, 1997  (ISBN 9789175881881) (Prix suédois du livre photographique en 1998).
- Trying to Dance, Stockholm: Journal, 2003  (ISBN 91-974182-6-9)
- Haunts, Göttingen: Steidl, 2006  (ISBN 3-86521-297-2)
- CDG / JHE, Göttingen: Steidl, 2008  (ISBN 978-3-86521-538-3)
- From Back Home, Stockholm: Bokförlaget Max Ström, 2009 (avec Anders Petersen)  (ISBN 978-91-7126-164-9)
- October 2016: Fear of Leaving, London: Morel, 2016.
- Revoir, Stockholm: Journal ; Tokyo: Akio Nagasawa, 2016  (ISBN 9789187939167). Texte de Christian Caujolle.
- Day by Day. Paris: Bessard, 2020.